# Best Friend (50 Cent)
Best Friend è un brano musicale del rapper statunitense 50 Cent, pubblicato come terzo singolo dalla colonna sonora Get Rich or Die Tryin' il 27 febbraio 2006. Il brano figura il featuring della cantante R&B Olivia. Il singolo è arrivato alla trentacinquesima posizione della Billboard Hot 100.

## Tracce
Vinile 12"
Lato A
1. Best Friend (Remix)

Lato B
1. Best Friend (Instrumental)
2. Best Friend (Acapella)

Vinile 12" Remix
Lato A
1. Best Friend (Remix)
2. Best Friend (Instrumental)
3. Best Friend (Acapella)

Lato B
1. Best Friend (Remix)
2. Best Friend (Instrumental)
3. Best Friend (Acapella)

## Classifiche
| Classifica (2006)                    | Posizione più alta |
| ------------------------------------ | ------------------ |
| US Billboard Hot 100                 | 35                 |
| US Hot R&B/Hip-Hop Songs (Billboard) | 22                 |
| US Pop 100 (Billboard)               | 52                 |
| US Rap Songs (Billboard)             | 10                 |